# 세팡 인터내셔널 서킷
스팡 인터내셔널 서킷(영어: Sepang International Circuit)은 말레이시아 스팡에 1999년 세워진 말레이시아의 모터 스포츠 경기장이다. 트랙 길이는 5.543 km, 코너는 15개이다.

## 같이 보기
- 포뮬러 원 서킷 목록